# Гінзбург Григорій Ісакович
Григорій Ісакович Гінзбург (18 січня 1922, Чернігів — 21 січня 2007, Київ) — адвокат, заслужений юрист України.

## Біографія
Народився 18 січня 1922 року в Чернігові в родині адвоката. Після закінчення школи мріяв стати актором і навіть успішно склав іспити з акторської майстерності на акторський факультет одного з московських театральних інститутів. Проте батько наполягав на отриманні сином технічної освіти. Втім, Григорій Ісакович поступив на юридичний факультет Київського державного університету, покинувши Москву, куди на той час переїхала родина.
У день останнього іспиту почалася війна і Григорій добровольцем пішов в армію, хоча мав відстрочку до 1943 року і міг бути евакуйований разом з університетом у Кизил-Орду. Воював спочатку на підводному човні, а після його затоплення — у морській піхоті. Потім після важкого поранення — знову повернувся до армії — розвідником у 1-му Московському загоні моряків (з 1943 року — 15-я гвардійська бригада), якому довелося захищати серед інших міст і Сталінград. Тричі тяжко поранений, став інвалідом, довго лікувався. Провчився рік у ВДІК, і тоді вирішивши остаточно, що не стане актором, повернувся на третій курс юридичного факультету.
Після завершення навчання Григорій Ісаакович був прийнятий в Київську обласну Колегію адвокатів, а з 1953 року — в Київську міську колегію. Останні роки працював у Печерській колегії адвокатів. 55 років в адвокатурі. З його ініціативи свого часу була створена школа судових промов, яку він очолював кілька років. З самого початку заснування Спілки адвокатів України Григорій Ісакович став одним з її активних членів.

Могила Григорія Гінзбурга

Помер 21 січня 2007 року. Похований на Міському кладовищі «Берківці».

## Нагороди, пам'ять
Заслужений юрист України. У 2004 році був обраний Спілкою юристів адвокатом року. За військові подвиги він був нагороджений більше 40 орденами і медалями, в тому числі — орденом Вітчизняної війни і медалями «За відвагу».
Його Ім'я внесено в Золоту книгу адвокатури України. В Музеї історії адвокатури України Академії адвокатури України зберігаються його особисті речі, нагороди, фотографії і книга-спогади про нього, написана і видана його дітьми до річниці з дня смерті Григорія Ісаковича.